# Mouguerre
Mouguerre – miejscowość i gmina we Francji, w regionie Nowa Akwitania, w departamencie Pireneje Atlantyckie.
Według danych na rok 1990 gminę zamieszkiwało 3021 osób, a gęstość zaludnienia wynosiła 134 osób/km² (wśród 2290 gmin Akwitanii Mouguerre plasuje się na 139. miejscu pod względem liczby ludności, natomiast pod względem powierzchni na miejscu 446.).